# Адолф Мошински
Адолф Мошински (хрв. Adolf pl. Mošinsky; Доњи Михољац, 1843 — Загреб, 18. јул 1907) био је хрватски политичар, најпознатији по томе што је био градоначелник Загреба од 1892. до 1904. На челу града је био три узастопна мандата кроз 12 година. Током његовог начелниковања Загреб је добио нови канализациони систем, а поток Медвешчак претворен је у подводни канал. Загреб је такође по броју становника нарастао за 30 посто. Моншинскијев мандат је остао упамћен и по изградњи низа данашњих туристичких атракција, као што је зграда Хрватског народног казалишта (ХНК). За време мандата Мошинскога у Загреб дошао је и такси, а Мошински био је први путник таксисте Тадије Бартоловића у првој загребачкој такси вожњи 1901. године.